# Ismaïlia (gouvernement)
Ismaïlia (Al Isma'iliyah, Arabisch: الإسماعيلية) is een van de gouvernementen van Egypte. Het is genoemd naar Isma'il Pasha (1830-1895) en is aan de kust in het noordoosten van het land gelegen. Het gouvernement werd rond 1963 gecreëerd bij afsplitsing van Port Said dat nu ten noorden van Ismaïlia ligt.
Ismaïlia heeft een oppervlakte van ruim 1400 vierkante kilometer. Anno 2006 telde het gouvernement een kleine 950.000 inwoners. De hoofdstad is eveneens Ismaïlia geheten.